# A History of Violence (film)
A History of Violence is een Amerikaanse film uit 2005 geregisseerd door David Cronenberg. Het scenario, gebaseerd op de gelijknamige striproman van John Wagner en Vince Locke, werd geschreven door Josh Olson en uitgeven door Paradox Press/DC Comics. Hoofdrollen werden vertolkt door Viggo Mortensen, Maria Bello, Ed Harris en William Hurt.

## Verhaal
Tom Stall (Viggo Mortensen) vormt met zijn vrouw Edie (Maria Bello), tienerzoon Jack (Ashton Holmes) en kleuterdochter Sarah (Heidi Hayes) een gelukkig gezinnetje in een klein plaatsje in de Verenigde Staten, waar hij een eettentje heeft. Zijn leven komt op zijn kop te staan als de twee moorddadige overvallers Leland (Stephen McHattie) en Billy (Greg Bryk) zich daar melden. Wanneer deze zich klaar maken om bloed te vergieten, springt de normaal stijve Stall soepel over de toonbank en rekent makkelijk met beide mannen af. Deze blijken een spoor van doden door de regio te hebben achtergelaten en Stall is in één klap een lokale held, die tegen wil en dank in alle kranten en nieuwsuitzending verschijnt.
Stall wil gewoon verder met zijn leventje, maar wanneer hij de volgende dag weer achter de toonbank van zijn eettentje staat, meldt maffioso Carl Fogarty (Ed Harris) zich daar met twee zware jongens. Hoewel Stall in alle toonaarden blijft ontkennen, weet Fogarty zeker dat hij niet tegenover een uitbater van een eettentje zit, maar tegenover de vroegere huurmoordenaar Joey Cusack uit Philadelphia. Hoewel hij zonder problemen te maken het etablissement verlaat, laat hij Stall en zijn gezin niet meer met rust totdat deze toegeeft wie hij is en ermee instemt wat oude zaken af te handelen.

## Rolverdeling

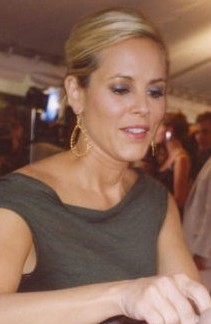
Maria Bello (Edie)

| Acteur           | Personage                |
| ---------------- | ------------------------ |
| Viggo Mortensen  | Tom Stall / Joey Cusack  |
| Maria Bello      | Edie Stall               |
| Ed Harris        | Carl Fogarty             |
| Aiden Devine     | Charles "Charlie" Roarke |
| Bill McDonald    | Frank Mulligan           |
| William Hurt     | Richie Cusack            |
| Ian Matthews     | Ruben                    |
| Ashton Holmes    | Jack Stall               |
| Heidi Hayes      | Sarah Stall              |
| Stephen McHattie | Leland Jones             |
| Greg Bryk        | Billy Orser              |
| Peter MacNeill   | Sheriff Sam Carney       |
| Kyle Schmid      | Bobby                    |
| Sumela Kay       | Judy Danvers             |

## Prijzen en nominaties
In 2006 werd de film genomineerd voor twee Academy Awards:
- Beste mannelijke bijrol (William Hurt) en
- Beste bewerkte scenario (Josh Olson).

Op de uitreiking op 6 maart kon de film geen nominatie verzilveren.
A History of Violence werd eveneens genomineerd voor onder meer een BAFTA, een César, de Gouden Palm en twee Golden Globes, maar greep ook daar telkens naast. De film werd wel bekroond met 26 filmprijzen van andere festivals.